# László Vidovszky

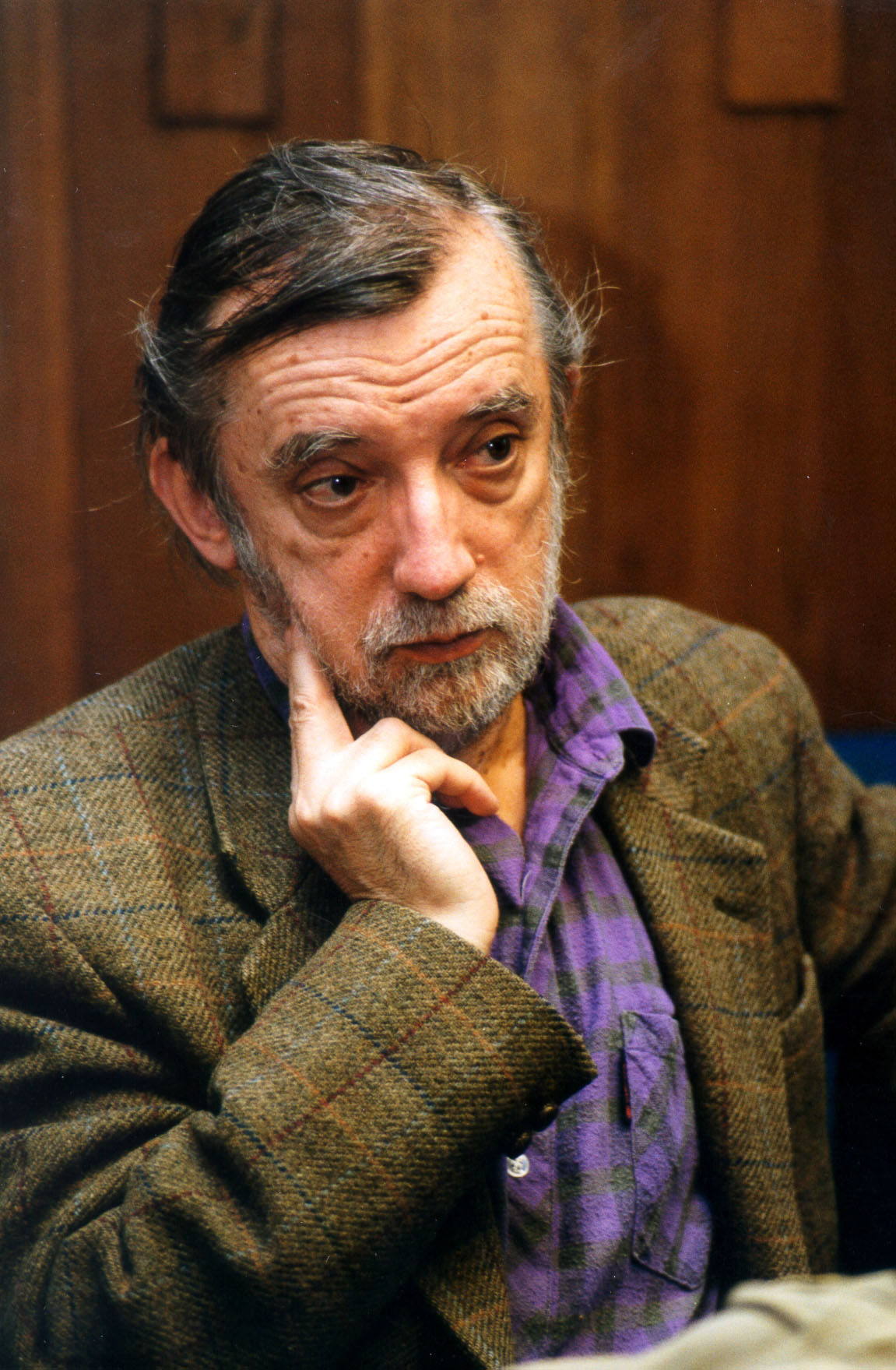
Vidovszky László (2002)

László Vidovszky (* 25. Februar 1944 in Békéscsaba, Komitat Békés, Königreich Ungarn) ist ein ungarischer Komponist Neuer Musik.

## Leben
László Vidovszky begann im Alter von fünf Jahren mit dem Klavierspiel. 1959 nahm er das Studium der Komposition auf, zunächst am Szegediner Konservatorium bei Géza Szatmári, von 1962 bis 1967 dann an der Franz-Liszt-Musikakademie in Budapest bei Ferenc Farkas. Gefördert durch ein halbjähriges UNESCO-Stipendium setzte er seine Studien 1970 in Paris fort und besuchte die Kompositionsklassen von Olivier Messiaen am Pariser Konservatorium und Kurse der Groupe de recherches musicales des Französischen Rundfunks.
Ermutigt durch den ungarischen Dirigenten und Musiktheoretiker Albert Simon gründete László Vidovszky 1970 zusammen mit Péter Eötvös, Zoltán Kocsis, László Sáry and Zoltán Jeney das Új Zenei Stúdió („Studio für Neue Musik“) in Budapest, einen bald international renommierten Arbeitskreis für Komponisten und ausführende Musiker.
Vidovszky ist seit 1972 ununterbrochen in der Lehre aktiv, zunächst am Lehrer-Kolleg der Franz-Liszt-Musikakademie in Budapest, ab 1984 dann an der Universität Pécs. Seit 1999 ist er zudem Dekan der neu gegründeten Fakultät der Bildenden und Darstellenden Künste an der Franz-Liszt-Musikakademie.

## Werke (Auswahl)
Die Musik von László Vidovszky ist großenteils bei der Editio Musica Budapest  verlegt. Musikeinspielungen wurden insbesondere vom Budapest Music Center  (Label BMC Records ) und Hungaroton  veröffentlicht.
- Autokoncert („Autokonzert“, audiovisuelles Werk, für zwei Spieler und aufgehängte Instrumente, 1972)
- Schroeder halála („Schroeders Tod“, für präpariertes Klavier und 2–3 Assistenten,  1974–75)
- Hang–Szín–Tér („Klang–Farbe–Raum“, für 127 bemalte Flöten (zusammen mit Ilona Keserü), 1980)
- Nárcisz és Echó („Narziss und Echo“, Oper in einem Akt nach der Tragödie Nárcisz vagy a’ gyilkos önn-szeretet von László Ungvárnémeti Tóth, für vier Solisten, Frauenchor und Kammerensemble, 1980–81)
- Romantikus olvasmányok („Romantische Lesungen“, für Orchester, 1983)
- Tizenkét duó („Zwölf Duos“, für Violine und Viola, 1987–89)
- Zene a sevillai világkiállítás magyar pavilonjába (Musik für den ungarischen Pavilion der Weltausstellung in Sevilla 1992)
- Mozi („Film“, 1993)
- Silly Old Muzak (für einen Spieler und computergesteuerte Soundmodule, 1997)
- Zwölf Streichquartette (2000)
- Etüdök MIDI-zongorára I–IV. füzet („Etüden für MIDI-Piano I–IV. Broschüre“, 1990–2003)
- The Death in my Viola (für Viola und Kammerensemble, 2005)
- Páros („Duett“, für Violine und Violoncello, 2003–2007)
- ASCH (für Streichsextett, 2007)
- Reverb (für Klavier und Streichquartett, 2011)

### Filmmusik (Auswahl)
Zwischen 1973 und 1989 schrieb László Vidovszky die Musik für mehrere Filme.
- Narziss und Psyche von Gábor Bódy (1980)
- Nachtlied des Hundes von Gábor Bódy (1983)
- Mein 20. Jahrhundert von Ildikó Enyedi (1989)

## Auszeichnungen
- 1983 Erkel-Preis
- 1992 Bartók-Pásztory-Preis
- 1996 Verdienter Künstler der Republik Ungarn
- 2001 Soros-Stiftung Creators Award
- 2004 Ritterkreuz-Verdienstorden der Republik Ungarn
- 2010 Kossuth-Preis

## Nachweise aus dem Web
- Curriculum Vitae von László Vidovszky auf der Website des Budapest Music Center (abgerufen am 18. Oktober 2011)
- Kurzbiografie von László Vidovszky auf der Website des Kunstfestes Weimar (abgerufen am 18. Oktober 2011)
- Editio Musica Budapest (Musikverlag mit Werken von László Vidovszky, abgerufen am 10. November 2011)
- Eintrag über László Vidovszky im Klangforum Wien (abgerufen am 10. November 2011)